# Eine pornografische Beziehung
Eine pornografische Beziehung ist ein in internationaler Koproduktion entstandener Liebesfilm von Frédéric Fonteyne aus dem Jahr 1999.

## Handlung
Ein Interviewer befragt unabhängig voneinander eine Frau und einen Mann zu ihrer Beziehung, die die Frau „eine pornografische Beziehung“ nennt. Beide lernten sich über eine Annonce kennen – die Frau hatte sie nach eigener Aussage in einer Zeitung aufgegeben, der Mann hingegen gibt an, sie in einem Sexmagazin gelesen zu haben. Beide schrieben sich, wobei er angibt, ein Foto von sich mit dem ersten Brief mitgeschickt zu haben. Sie jedoch meint, ihn nie zuvor gesehen zu haben.
Das erste Treffen findet in einem Café statt. Sie hat bereits ein Zimmer in einem Hotel unweit des Cafés bestellt, was ihn zunächst irritiert. Beide schlafen im Hotel miteinander, auch wenn beide dem Interviewer keine Details mitteilen. Auch zum Sex beim Treffen eine Woche später wollen sich beide nicht genauer äußern. Ihre Beziehung nimmt anschließend jedoch eine Wendung: Er lädt sie für den Abend zum Essen ein. Sie reden eine Weile und entschließen sich spontan, erneut ins Hotel zu gehen. Sein Angebot, sie anschließend nach Hause zu fahren, lehnt sie ab.
Die Beziehung geht, seiner Aussage nach, so die nächsten sechs Monate bzw. drei bis vier Monate laut ihrer Aussage. Sie treffen sich jede Woche donnerstags, doch gibt er zu, dass er sich mit der Zeit an sie gewöhnt hat. Er sieht nun nicht mehr ausschließlich ihre Schönheit, sondern auch ihre Makel. Bei einem der üblichen Treffen schlägt sie eine Änderung vor: Sie will, dass er beim Sex unten liegt. Er stimmt zu und beide haben zum ersten Mal einen gemeinsamen Orgasmus – sagt sie, wohingegen er sich als Versager fühlte. Als sie sich nach diesem Tag trennen, weint sie. Sie ist sich über ihre Gefühle im Unklaren und fühlt sich verloren, so ihre Erklärung. Als sich beide das nächste Mal treffen, ist er ungehalten. Er versteht nicht, warum sie das letzte Mal weinend gegangen ist, ohne ihm die Möglichkeit zu geben, etwas gegen ihre Lage zu tun. Beide streiten sich, enden aber dennoch im Hotel. Anschließend trennen sie sich und sie erklärt, dass sie nicht weiß, ob sie in der nächsten Woche erneut erscheinen würde. Er lässt sie gehen, erkennt dann jedoch, dass er sie verlieren würde, wenn sie nicht kommt: Er kennt weder ihren Namen, noch ihren Wohnort. Er rennt ihr in der U-Bahn nach, kann sie jedoch nicht mehr einholen. Als sie die Folgewoche zum verabredeten Zeitpunkt erscheint, ist er glücklich. Schon vor dem Hotelzimmer beginnen sie, sich zu küssen. Ihre Zweisamkeit im Hotelzimmer wird vom älteren Joseph Lignaux gestört, der sich in der Zimmernummer geirrt hat. Lignaux bricht kurz darauf im Hotelgang zusammen und er und sie rufen einen Krankenwagen. Weil sie es Joseph versprochen haben, besuchen sie ihn im Krankenhaus. Obwohl Joseph nicht wollte, dass seine Frau informiert wird, ist Madame Lignaux bereits im Krankenhaus, als sie beide eintreffen. Sie erzählt ihnen, dass ihr Mann stets untreu war und sie ihn deswegen verlassen hat. Für sie ist es genug, zu wissen, dass er noch lebt. Stirbt er, wird sie sich kurz darauf erschießen. Er und sie diskutieren später darüber, ob sie es ernst gemeint habe, und er glaubt es nicht. Sie liest später in der Zeitung, dass Madame Lignaux sich das Leben genommen hat. Er ist überrascht, dass er sie falsch eingeschätzt hat.
Bei einem erneuten Treffen will sie nicht ins Hotel, aber dennoch bei ihm sein. Sie gesteht ihm, dass sie ihn liebt, und er bricht gerührt in Tränen aus. Sie gehen ins Hotel und baden gemeinsam, wobei er sie mit seinem Fuß liebkost, bis sie kommt. Beide bitten sich Bedenkzeit aus, ob sie eine gemeinsame Beziehung eingehen wollen. Obwohl er sich am Tag des Treffens entschlossen hat, mit ihr zusammenzuleben, glaubt er, in ihren Augen Ablehnung zu lesen. Er lehnt daher eine gemeinsame Beziehung ab. Sie wiederum war fest entschlossen, für eine gemeinsame Beziehung zu kämpfen, glaubt jedoch, dass er Recht hat, als er der Beziehung keine Chance gibt. Auch sie stimmt nun zu, sich zu trennen. Beide gehen ein letztes Mal ins Hotel, geben dem Interviewer jedoch keine näheren Details bekannt. Der Interviewer fragt beide, ob ihre Ablehnung nicht falsch gewesen sei, doch sind sich beide sicher, richtig gehandelt zu haben. Sie hat nie nach ihm gesucht und ihn sogar einmal auf der Straße gesehen, jedoch nicht auf sich aufmerksam gemacht: Ihre Beziehung war vorbei, doch ihre Gefühle für ihn waren noch zu stark.

## Produktion
Eine pornografische Beziehung wurde in Paris gedreht. Es war nach Max et Bobo der zweite Langfilm, den Regisseur Frédéric Fonteyne realisierte. Die Kostüme schuf Anne Schotte, die Filmbauten stammen von Véronique Sacrez. Der Film erlebte am 4. September 1999 auf den Internationalen Filmfestspielen von Venedig seine Premiere und lief am gleichen Tag in den französischen Kinos an, wo er von 130.202 Besuchern gesehen wurde. Am 13. April 2000 erschien der Film auch in Deutschland in den Kinos und kam 2011 auf DVD heraus.

## Kritik
Der film-dienst nannte Eine pornografische Beziehung ein „einfühlsam inszeniertes, brillant gespieltes Zwei-Personen-Stück, das die Protagonisten genau beobachtet, ohne in Bild und Wort je eine voyeuristische Perspektive einzunehmen“
Für Cinema war der Film „ein melancholisches Kammerspiel von beklemmender Intensität [,…] in der ein verlegener Blick, ein trauriges Mundzucken oder ein Augenaufschlag mehr Blöße offenbaren als Einstellungen sich wild windender Körper“. „Die Stärke des pseudodokumentarischen Films“ liegt darin, dass „nichts von der Entwicklung der sich zart anbahnenden Liebe ab[lenkt]“. Der Regisseur setze ganz auf das „intensive Spiel seiner Darsteller“ und die widersprüchlichen Erzählungen der beiden Protagonisten. „Was am Ende bleibt ist die bittersüße Erinnerung an eine nicht gelebte Chance und die Bestätigung, dass die Liebe in der Tat ein seltsames Spiel ist.“

## Auszeichnungen
Auf den Internationalen Filmfestspielen von Venedig 1999 gewann Nathalie Baye den Coppa Volpi als Beste Darstellerin. Sergí Lopez wurde als Bester Darsteller mit dem Pasinetti Award ausgezeichnet. Der Film lief zudem im Wettbewerb um den Goldenen Löwen. Nathalie Baye war 1999 für einen Europäischen Filmpreis als Beste Darstellerin nominiert.
Im Jahr 2000 war der Film für einen Joseph-Plateau-Award als Bester Film nominiert und Frédéric Fonteyne erhielt eine Nominierung als Bester belgischer Regisseur. Bei den British Independent Film Awards 2000 erhielt der Film eine Nominierung als Bester fremdsprachiger ausländischer Independentfilm. Der Film Critics Circle of Australia nominierte Eine pornografische Beziehung 2001 für den FCCA-Award als Bester fremdsprachiger Film.